# Hippokampos

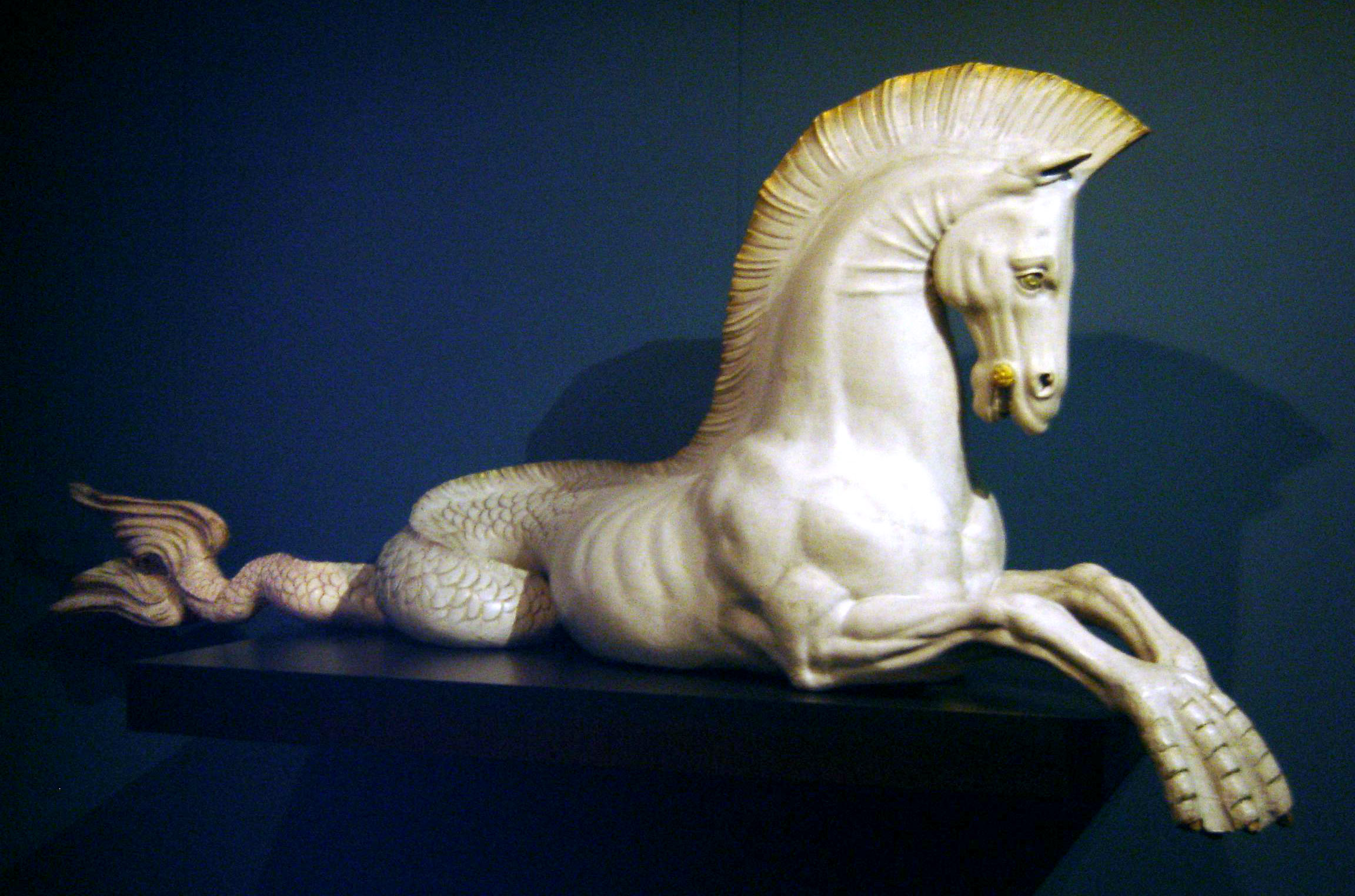
Skulptur av en hippokampos.

Hippokampos eller (enligt SAOB) hippokamp (gr. Ἱππόκαμπος, av hippos, häst, och kampos, havsodjur; latiniserat hippocampus; framför allt inom heraldiken även kallad havshäst eller sjöhäst) är ett fabeldjur som drar Poseidons vagn. Framtill är den en häst, baktill har den en fiskkropp, som ofta är lång och slingrande. Den kan även ha andra fiskattribut såsom en fena istället för man och ett slags fenliknande händer istället för hovar. 
Inom heraldiken kan en hippokampos ses bland annat i vapenskölden för Isle of Wight och Newcastle upon Tyne.
Hippocampus är även det vetenskapliga namnet på fisksläktet sjöhästar.
Hippocampus är också namnet på ett hästforsknings- och informationscentrum inom Sveriges lantbruksuniversitet (SLU) och Statens veterinärmedicinska anstalt (SVA).